# Bertin Samuel Zé Ndille
Bertin Samuel Zé Ndille (Yaoundé, 17 dicembre 1988) è un ex calciatore camerunese, di ruolo difensore.

## Carriera
Ha giocato nella massima serie camerunese ed in quella svedese.

## Statistiche

### Presenze e reti nei club
| Stagione        | Squadra         | Campionato      | Campionato | Campionato | Coppe nazionali | Coppe nazionali | Coppe nazionali | Coppe continentali | Coppe continentali | Coppe continentali | Altre coppe | Altre coppe | Altre coppe | Totale | Totale |
| Stagione        | Squadra         | Comp            | Pres       | Reti       | Comp            | Pres            | Reti            | Comp               | Pres               | Reti               | Comp        | Pres        | Reti        | Pres   | Reti   |
| --------------- | --------------- | --------------- | ---------- | ---------- | --------------- | --------------- | --------------- | ------------------ | ------------------ | ------------------ | ----------- | ----------- | ----------- | ------ | ------ |
| 2008            | Örebro          | A               | 19         | 0          | CS              | 0               | 0               |                    | -                  | -                  |             | -           | -           | 19     | 0      |
| 2009            | Örebro          | A               | 4          | 0          | CS              | 3               | 0               |                    | -                  | -                  |             | -           | -           | 7      | 0      |
| 2010            | Örebro          | A               | 6          | 0          | CS              | 1               | 0               |                    | -                  | -                  |             | -           | -           | 7      | 0      |
| Totale Örebro   | Totale Örebro   | Totale Örebro   | 29         | 0          |                 | 4               | 0               |                    | -                  | -                  |             | -           | -           | 33     | 0      |
| 2012-2013       | Tarbes Pyrénées | CFA             | 4          | 1          | CF              | 1               | 0               |                    | -                  | -                  |             | -           | -           | 5      | 1      |
| ago.-dic. 2016  | Chênois         | 2Li             | 8          | 0          |                 | -               | -               |                    | -                  | -                  |             | -           | -           | 8      | 0      |
| Totale carriera | Totale carriera | Totale carriera | 41         | 1          |                 | 5               | 0               |                    | -                  | -                  |             | -           | -           | 46     | 1      |